# Марк Делафонтен
Марк Делафонтен (англ. Marc Abraham Delafontaine; *31 березня 1838, Целіньї — † 1911) швейцарський хімік. Відкрив елемент гольмій.
Марк Делафонтен вивчав хімію у Женевському університеті під орудою Жана Шарля Маріньяка. З 1860 року  доцент та пізніше професор мінералогії та органічної хімії Женевського університету. З 1870 по 1874 роки професор, завідувач кафедри хімії та токсикології університету Чикаго.
У 1878 незалежно від Жака-Луї Соре відкрив хімічний елемент гольмій.